# 弗朗西伊瑟朗西
弗朗西伊瑟朗西（法語：Francilly-Selency，法語發音：[fʁɑ̃siji səlɑ̃si]）是法国上法蘭西大區埃纳省的一个市镇，属于圣康坦区。

## 地理
弗朗西伊瑟朗西（49°51'10"N, 3°13'25"E）面积5.43 平方千米，位于法国上法蘭西大區埃纳省，该省份为法国北部内陆省份，北起北部省，西接索姆省和瓦兹省，东临阿登省和马恩省，西南至塞纳-马恩省，东北部与比利时接壤。
与弗朗西伊瑟朗西接壤的市镇（或旧市镇、城区）包括：达隆、法耶、格里库尔、奥尔农、聖康坦、萨维。

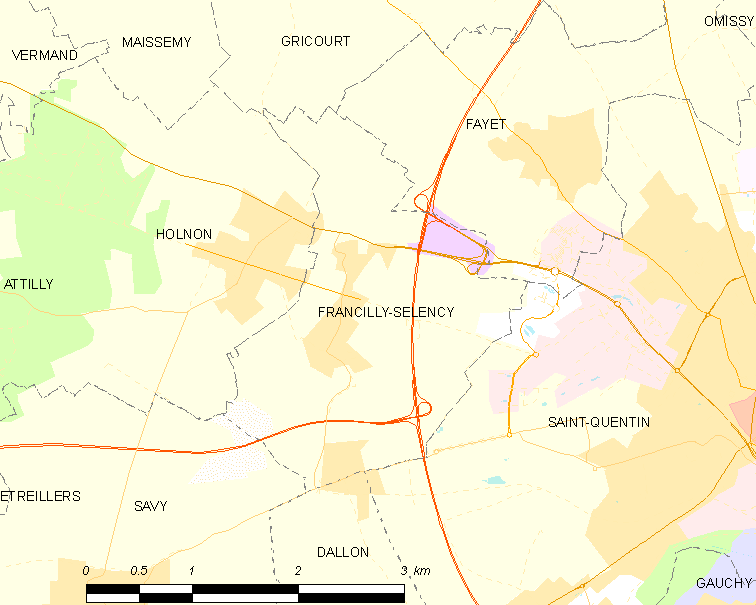
弗朗西伊瑟朗西的OSM定位图

弗朗西伊瑟朗西的时区为UTC+01:00、UTC+02:00（夏令时）。

## 行政
弗朗西伊瑟朗西的邮政编码为02760，INSEE市镇编码为02330。

## 政治
弗朗西伊瑟朗西所属的省级选区为圣康坦第一县。

## 人口

1962-2008年间弗朗西伊瑟朗西人口变化图示

弗朗西伊瑟朗西于2022年1月1日时的人口数量为512人。